# Брахув
Брахув (пол. Brachów) — остановочный пункт железной дороги (платформа) вблизи водохранилища Слуп в гмине Менцинка, в Нижнесилезском воеводстве Польши. Имеет 1 платформу и 1 путь.
Остановочный пункт на железнодорожной линии Катовице — Легница, построен в 1856 году, когда эта территория была в составе Королевства Пруссия. Название пункта от деревни Брахув или Брехлевице (пол. Brachów, Brechlewice, нем. Brechelshof, Брехельсгоф), которой ликвидировали в 1974 году для построения водохранилища.